# 클로로포름산
클로로포름산은 화학식 ClCO2H를 갖는 화합물이다. 그것은 탄산의 단일 아실 - 할라이드 유도체이다.(포스겐은 이중 아실 - 할라이드 유도체이다.) 

## 설명
클로로포름산은 또한 포름산의 비산성 수소가 염소로 대체되는 방식으로 포름산과 구조적으로 관련이 있다. 비슷한 이름에도 불구하고 클로로포름과 매우 다르다. 클로로포름산은 불안정하고 이산화탄소와 염화 수소로 분해되는 것으로 묘사된다. 클로로포름산 자체는 너무 불안정하여 화학 반응을 위해 처리할 수 없다. 다만 그러나이 카르복실산의 많은 에스테르는 안정적이며 이러한 클로로포르메이트는 유기 화학에서 중요한 시약이다. 그들은 펩타이드 합성에 사용되는 유기산 무수물을 제조하는데 주로 사용된다.

## 같이 보기
- 유기화학
- 유기 화합물